# 사회주의적 생활양식에 맞게 머리단장을 하자
사회주의적 생활양식에 맞게 머리단장을 하자(社會主義的 生活樣式에 맞게 머리丹粧을 하자)는 조선민주주의인민공화국의 텔레비전 프로그램이다. 조선민주주의인민공화국의 정치 프로파간다로 이용되었으며 2004년 11월 16일 조선중앙방송을 통해 평양에서 방송되었다. 사회주의적 생활양식에 맞는 머리 모양을 하자는 내용을 담고 있다.

## 자막
|          |
| 1번 자막 |

|          |
| 2번 자막 |

|          |
| 3번 자막 |

## 같이 보기
- 조선민주주의인민공화국의 선전